# Cryphia leucomelaena
Cryphia leucomelaena är en fjärilsart som beskrevs av George Francis Hampson 1908. Cryphia leucomelaena ingår i släktet Cryphia och familjen nattflyn. Inga underarter finns listade i Catalogue of Life.